# Chelifera lateralis
Chelifera lateralis är en tvåvingeart som beskrevs av Yang 1995. Chelifera lateralis ingår i släktet Chelifera och familjen dansflugor.
Artens utbredningsområde är Zhejiang (Kina). Inga underarter finns listade i Catalogue of Life.